# Pseudobunaea kidugalensis
Pseudobunaea kidugalensis is een vlinder uit de familie van de nachtpauwogen (Saturniidae). De wetenschappelijke naam van deze soort is voor het eerst geldig gepubliceerd in 2012 door Philippe Darge.
De soort komt voor in het Afrotropisch gebied.

## Type
- holotype: "male, 05.I.2010, leg. Ph. Darge, genitalia slide Darge SAT no. 842"
- instituut: Collectie Philippe Darge, Clénay, Frankrijk
- typelocatie: "Tanzania, Iringa Region, Kidugala, 09°08.518'S 034°37.530'E, 1755 m"